# Dianaburg (Darmstadt)

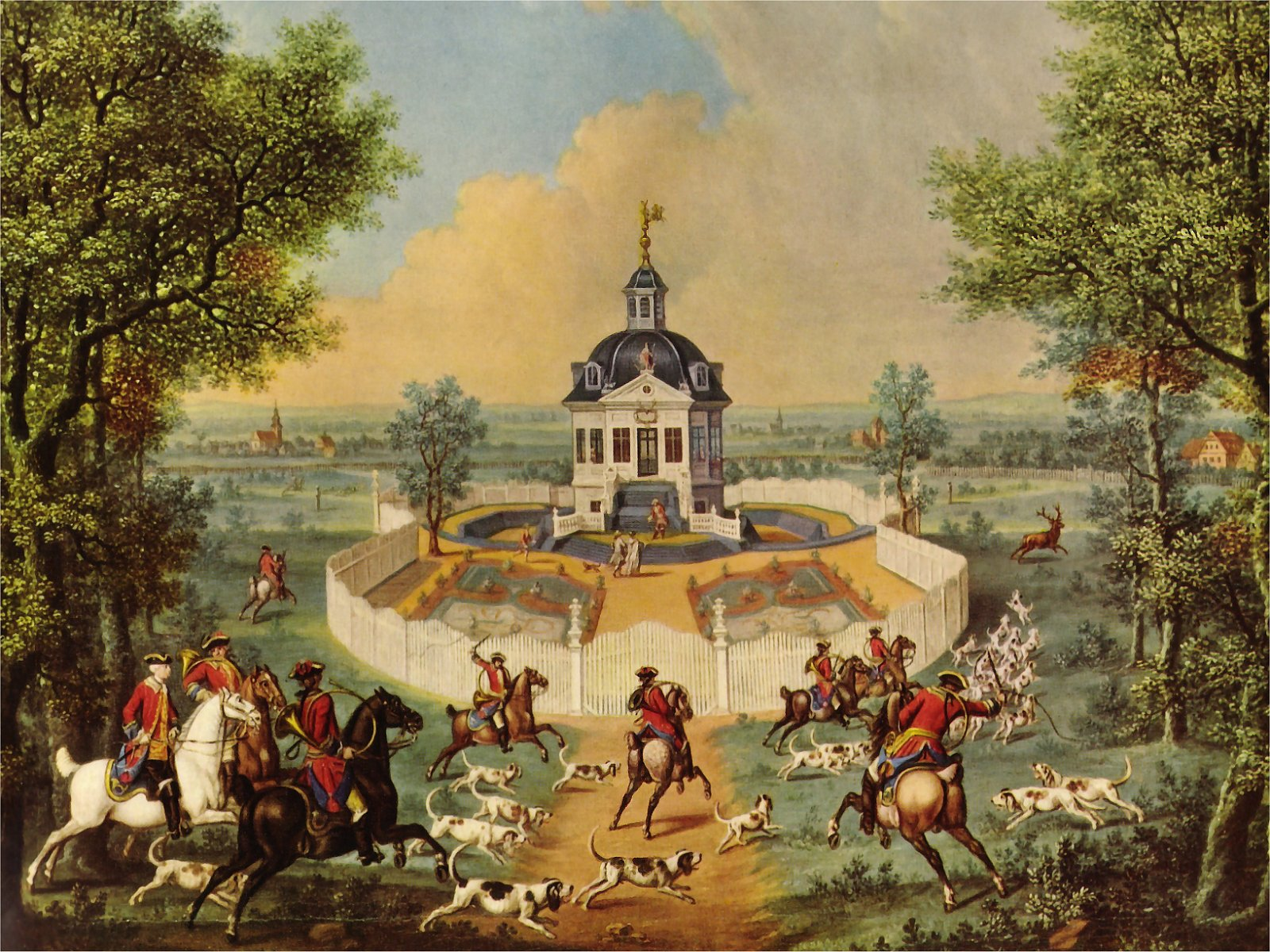
Parforcejagd an der Dianaburg. Gemälde von 1768 von Georg Adam Eger

Holzschnitt eines unbekannten Grafikers aus der großherzoglichen Kabinettsbibliothek in Darmstadt erschienen in einem Buch von Philipp Alexander Ferdinand Walther: Darmstadt wie es war und wie es geworden aus dem Jahr 1865.

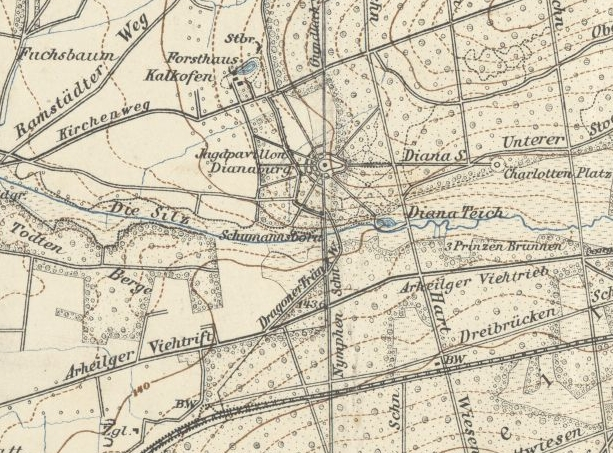
Messtischblatt Ende des 19. Jahrhunderts. Gut zu erkennen die Lage inmitten des Jagdsterns.

Die Dianaburg, früher auch Dianenburg, war ein barockes Jagdschloss auf der Gemarkung des heute zu Darmstadt gehörenden Ortes Arheilgen. Es wurde 1765 errichtet und 1808 abgerissen. An ihrer Stelle steht dort heute ein kleiner Pavillon aus dem Jahre 1836, welcher den gleichen Namen trägt.

## Lage
Das Jagdschlösschen befand sich mit damals freiem Blick auf die Dörfer Arheilgen und Wixhausen etwa zweieinhalb Kilometer nordöstlich des Jagdschlosses Kranichstein am Übergang der Waldgebiete Oberwald im Süden und Koberstadt im Norden. Der Nachfolgerbau (Pavillon) liegt heute in gerader Verlängerung des Endes des Rangierbahnhofes in Kranichstein etwa 700 m nördlich oberhalb des Baches Silz und wenige Meter nordwestlich des Dianateiches. Von Parkplätzen der Landesstraße L3097 zwischen Kranichstein und Messel nahe dem Bahnübergang ist die Dianaburg heute leicht zu erreichen, da sie im Zentrum eines Wegenetzes liegt, das im 18. Jahrhundert beim Bau des Schlosses angelegt wurde. Gleichzeitig ist sie von der bekannten Gaststätte „Zum alten Forsthaus Kalkofen“, die nordwestlich in nur 200 m Wegstrecke liegt, leicht zu erreichen.

## Das Jagdschloss von 1765
Der jagdbegeisterte hessische Landgraf Ludwig VIII. ließ sich das barocke Jagdschloss Dianaburg im Jahr 1765 als Teil der Gesamtanlage des Jagdschloss Kranichstein erbauen. Namensgeberin war Diana, die römische Göttin der Jagd. Die Dianaburg war ursprünglich als Geschenk für seinen Sohn und späteren Nachfolger, Ludwig IX., gedacht, wurde aber letztlich zu Ehren von dessen Gemahlin Karoline, die mit ihrem Schwiegervater die Lust an der Jagd teilte, errichtet. Ludwig IX bekam von seinem Vater immerhin ein von dem Ingenieur Hill angefertigtes Modell zum Geburtstag geschenkt.
Das kleine achteckige Schlösschen besaß im Erdgeschoss Küche und Wirtschaftsräume. Von dort konnte mittels einer mechanischen Vorrichtung eine Klappe in der Decke geöffnet und die gedeckte Tafel in den darüberliegenden, von außen durch eine Freitreppe zugänglichen Speisesaal im ersten Stock transportiert werden. In Speisesaal des Jagdschlösschens zeigten die Rokoko-Supraporten die Bilder hessischer Städte. Im zweiten Stock befanden sich mehrere Schlafräume, darüber unter dem Dach noch eine Kammer, welche nur durch eine herunterzulassende Leiter zu erreichen war.
Das Gebäude stand, eingelassen in einen künstlichen Hügel, am Westrand eines größeren Waldgebietes, des Messeler Hügellandes, gut zehn Meter erhöht über die nach Westen angrenzende Untermainebene. Das umgebende Wegenetz war in Form eines Jagdsterns mit langen, geraden Schneisen ausgebildet. Das Schlösschen diente zur Übernachtung von Jagdgesellschaften, welche von dort aus insbesondere zu Parforcejagden sowie zum eingestellten Jagen aufbrachen, ebenso aber auch zum Beobachten der Jagdveranstaltungen. Nach Erlegen des Wildes wurde anschließend dort auch getafelt.
Friedrich V. von Hessen-Homburg notierte über das Schlösschen nach einem Besuch 1768 wie folgt: „Die Dianenburg ist ein charmant rundes Haus, in der Mitte ist ein runder Saal mit 13 Fenstern. Von der einen Seite ist ein Wald mit lauter Schneisen, von der anderen ist die Ebene und liegt überhaupt in einem Thier Garten. Oben ist eine prächtige Aussicht.“
Bereits drei Jahre nach der Fertigstellung begann mit dem Tode Ludwigs VIII. der Niedergang des Schlösschens. Sein Sohn und Nachfolger Ludwig IX. hatte kein Interesse an der Jagd, sondern interessierte sich mehr für militärische Dinge. Da ihm außerdem bewusst war, dass insbesondere die Parforcejagd nicht nur der Landwirtschaft Schaden bereitete, sondern auch ansonsten erhebliche Kosten entstanden, wurde diese, auch im Hinblick auf die zerrütteten Staatsfinanzen, umgehend abgeschafft. In der Folgezeit begann das daher ungenutzte Gebäude zu zerfallen. Nachdem es in der Zeit der Napoleonischen Kriege weitere Beschädigungen erlitten hatte, wurde es 1808 an Arheilger Bürger zum Zwecke des Abbruchs versteigert.

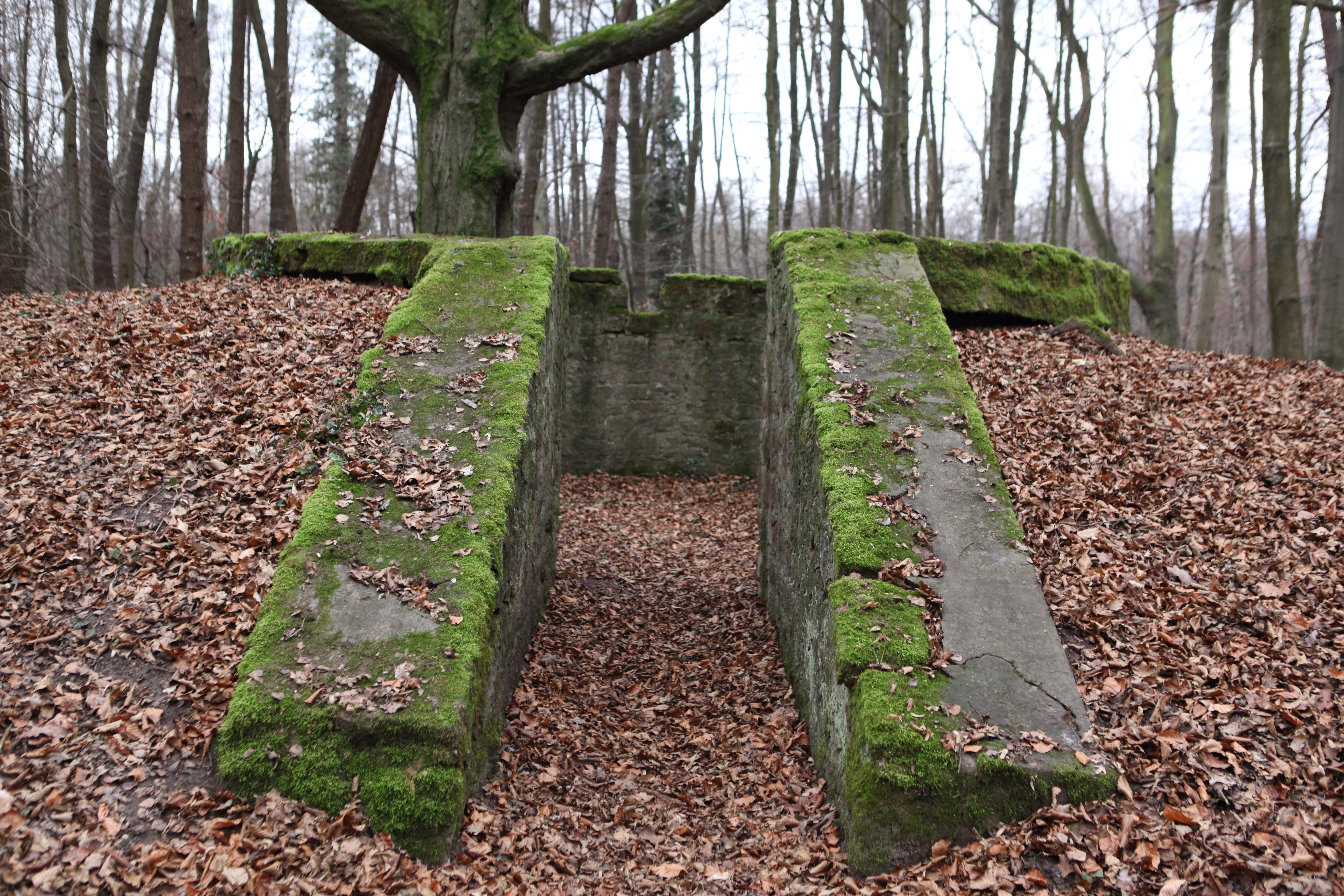
Jagdschirm Charlottenplatz

Von der gesamten ursprünglichen Anlage ist heute nicht mehr erhalten als der sogenannte Jagdschirm in Form eines mit Schießscharten versehenen künstlichen Hügels, der bei der Wildsaujagd einer Jagdgesellschaft Tarnung und Schutz vor Keilern und Bachen bot. Dieser Bauteil befindet sich am östlichen Ende der vom Schlösschen nach Osten führenden Schneise an einer als Charlottenplatz bezeichneten Lichtung.
Vom Aussehen der Dianaburg geben einige Gemälde Auskunft, so vom landgräflichen Hofmaler Johann Conrad Seekatz oder auch ein mehrteiliger Satz seines Kollegen Georg Adam Eger.

## Der Pavillon von 1836

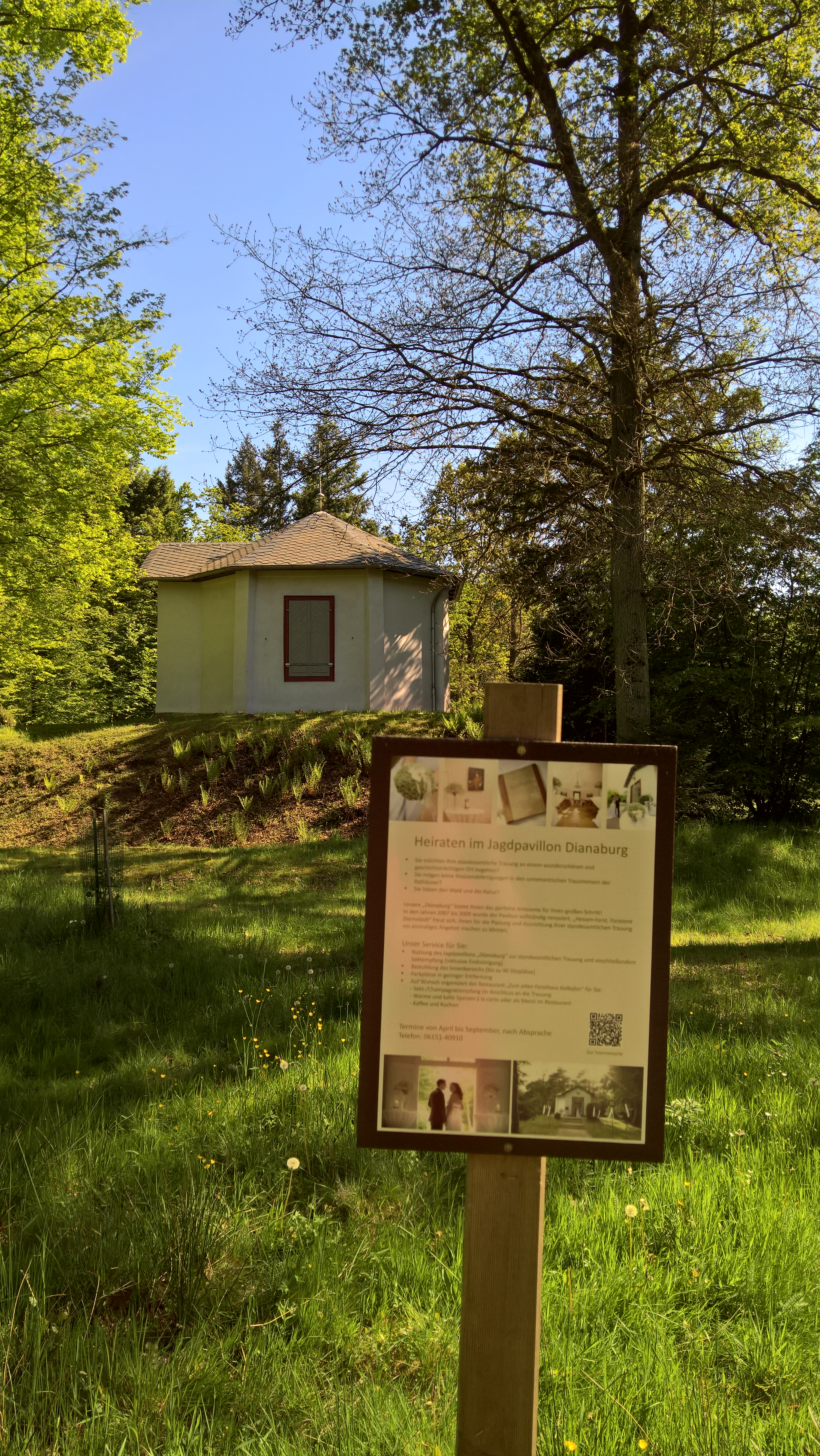
Heutiger Dianapavillon von Norden mit Informationstafel

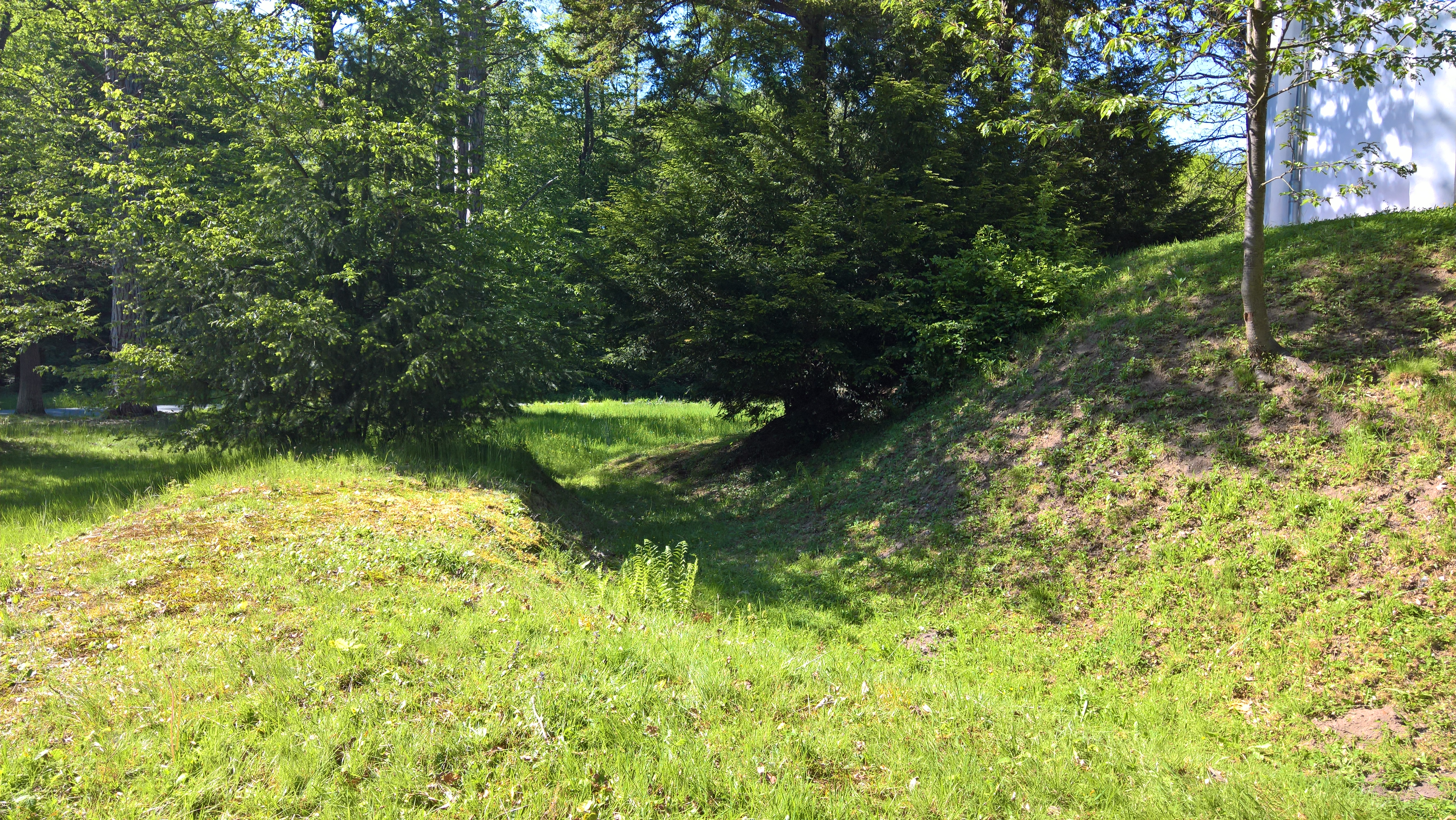
Reste des ursprünglichen Schlossgrabens

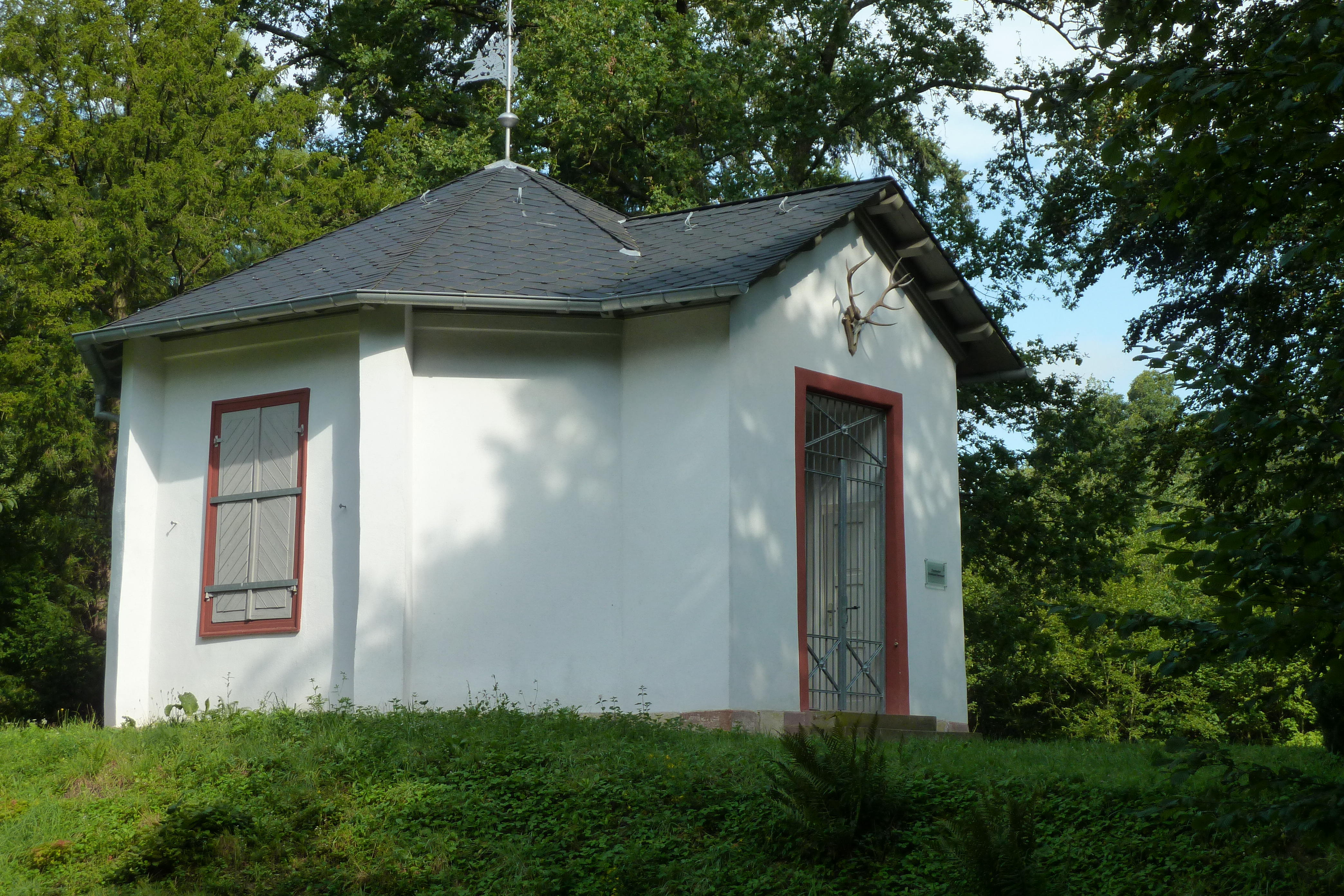
Dianaburg im Jahr 2014

1830 ließ der kunst- und geschichtsinteressierte seinerzeitige Thronfolger, Ludwig III, die Grundmauern der Dianaburg ausgraben und sechs Jahre später an etwa gleicher Stelle einen kleinen klassizistischen Jagdpavillon im Biedermeierstil errichten. Dieser wurde mit Einrichtungsgegenständen und Gemälden aus dem 18. Jahrhundert ausgestattet. Zumindest die Gemälde, die Prinz Friedrich August zugeschrieben werden, von ihm wohl gemalt nach älteren Vorlagen aus der Zeit, in der das Schloss noch existierte, waren zu Beginn des 20. Jahrhunderts noch vorhanden.
Von 1953 bis 1990 wurde der Pavillon als Spiel- und Veranstaltungsstätte der lokalen Ortsgruppe der Falken genutzt. Anschließend stand das Gebäude leer. Der beklagenswerte bauliche Zustand führte 2004 zur Gründung eines örtlichen Förderkreises. Durch dessen Aktivitäten und mit finanzieller Unterstützung des Eigentümers, des Landes Hessen, konnte der Pavillon in vierjähriger Bauzeit renoviert werden. Außerdem wurden die Schneisen des Jagdsterns freigeschlagen und so die alten Sichtbeziehungen wieder hergestellt. Die Wiedereröffnung fand im Oktober 2008 statt. Künftig sollen dort insbesondere kulturelle Veranstaltungen stattfinden.
Im Inneren des Pavillons befindet sich nun ein Trauzimmer in dem seit August 2012 Hochzeitszeremonien abgehalten werden können.